# Монтгомери, Джеймс (харпер)
Джеймс Монтгомери (англ. James Montgomery; род. 12 мая 1949, Детройт, Мичиган, США)  — американский блюзовый певец, харпер, и автор песен. Номинант Blues Music Awards в номинации «Альбом-возвращение» (2002) . Основатель группы James Montgomery Band (James Montgomery Blues Band).  

## Биография
Джеймс Монтгомери родился 12 мая 1949 года в Детройте, его отец, Джон Монтгомери, работал специалистом по связям с общественностью в компании Chrysler. В детстве Монтгомери играл в джаз-бэнде . Учился играть на губной гармонике с 15 лет самостоятельно, слушая пластинки Джимми Рида. Монтогомери полагает, что на его становление как блюзового музыканта оказали самое большое влияние оказали Джеймс Коттон (которого Монтгомери почитает своим учителем и вторым отцом ), Пол Баттерфилд и Джуниор Уэллс . 
В 1970 году во время учёбы в Бостонском университете, где он получил степень по английской литературе, Монтгомери основал группу James Montgomery Band. Когда Монтгомери учился на третьем курсе, он был нанят группой Colwell-Winfield Blues Band играть на губной гармошке в ходе гастролей Дженис Джоплин. К тому времени, как он окончил университет, James Montgomery Band побывала на обложке издания Boston Phoenix, провозглашенной наряду с J. Geils и Aerosmith как внесшая наибольший вклад Бостона в музыкальный мир, став одной из самых популярных групп на музыкальной сцене Новой Англии. По окончании университета предпочёл музыкальную карьеру академической (ему предлагали место в Бостонском университете), и принял предложение за запись и гастроли с Allman Brothers Band. 
Вскоре Монтгомери подписал контракт с Capricorn Records на выпуск нескольких альбомов, и в 1973 году выпустил свой первый альбом под названием First Time Out. В течение 1970—1980 много записывался и гастролировал: «По сути, я никогда не выезжал из турне. У меня были разные группы, с которыми я гастролировал. Я проводил много времени, играя на Карибах, и, на самом деле, в какой-то момент мы сделали целый сет в карибском стиле. Я привозил певцов с Виргинских островов сюда (Род-Айленд), и мы выступали как Mighty Monte и The Mambos. Но это было просто развлечением, в перерывах между нашими обычными гастролями. Я собрал группу с Алексом Тейлором под названием East Coast Funkbusters» . В 1991 году после перерыва, выпустил The Oven Is On, а затем вновь сделал перерыв в собственных записях до 2000 года. В 2001 году выпустил альбом Bring It On Home, претендовавший в 2002 году на Blues Music Award в номинации «Альбом-возвращение». С 2002 года вошёл в состав The Johnny Winter Band, оставался там в течение 6 лет и записал с Джонни Винтером альбом .
Монтгомери гастролировал со многими артистами, среди которых были Aerosmith, The J. Geils Band, Бонни Рэйтт, Брюс Спрингстин, The Allman Brothers, The Steve Miller Band, The Johnny Winter Band, The Blues Brothers и другими, а выступал на концертах с бесчисленным множеством как блюзовых музыкантов, начиная с Би Би Кинга и Мадди Уотерса, так и представителей иных жанров, например с The Rolling Stones, Джо Кокером и Стивеном Тайлером. За время существования группы она послужила трамплином для ряда исполнителей, среди них например Билли Сквайер и Тед Ньюджент. 
В течение пяти лет он вел собственное радиошоу под названием Backstage With the Blues, которое сочетало в себе блюзовую музыку и истории, которые рассказывают сами музыканты. Среди гостей шоу были Джон Ли Хукер, Джеймс Коттон, Доктор Джон, Бонни Рэйтт, Коко Тейлор, Рут Браун, Отис Клей, Сон Силс, Дюк Робиллард, Род Пьяцца и многие другие известные в мире блюза музыканты. 
Также Джеймс Монтгомери занимается продюсированием фильмов. Он — сопродюсер документального фильма о знаменитом блюзмене Джеймсе Коттоне Bonnie Blue: James Cotton’s Life in the Blues, который получил премию имени Кена Бернса за кинематограф от Библиотеки Конгресса , а также продюсер фильма о своём брате Джеффе, активисте ЛГБТ-движения 
Член Зала музыкальной славы Род-Айленда (2018) .
Nashville Tennessean: «Если когда-либо и приходилось использовать два слова „легендарный“ в одном рассказе, то это было для описания и Винтера, и Монтгомери. Они — мастера блюза высочайшего уровня» .

## Дискография
- James Montgomery Band: First Time Out (1973, Capricorn Records)
- James Montgomery Band: High Roller (1974, Capricorn Records)
- James Montgomery Band: James Montgomery Band (1976, Island Records)
- Duck Fever (1978, Waterhouse Records)
- Live Trax (1983, MSI Records)
- James Montgomery Band: The Oven Is On (1991, Tone-Cool Records)
- James Montgomery and Bruce Marshall Duo: Live at the Capitol Theater (2000, ATM Records)
- James Montgomery Blues Band: Bring It On Home (2001, Conqueroot Records)
- Bruce Marshall Group: Misspent Youth (2010, ATM Records)
- James Montgomery Band: From Detroit to the Delta (2013, Vizztone/Universal Records)
- James Montgomery Blues Band: The James Montgomery Blues Band (2016, Cleopatra Blues)